# Laat maar komen
Laat maar komen is een single van de Nederlandse rapper Fit, artiestennaam van Glen Faria, samen met eveneens Nederlandse zanger Jayh uit 2013. Het stond in hetzelfde jaar als derde track op het debuutalbum van Fit Glen Faria. 

## Achtergrond
Laat maar komen is geschreven door Glen Faria en Jaouad Ait Taleb Nasser en geproduceerd door Morgan Avenue. Het nummer vertelt dat verschillende verhalen hoe het leven voor mensen kan tegenzitten. De boodschap van het nummer is vervolgens dat het leven tegen kan zitten, maar "wat je niet breekt je sterker en groter kan maken". Het lied was geen succes en haalde niet de Nederlandse Top 40 of de Tipparade. Wel kwam het tot de zeventigste plek in de Single Top 100.